# Chiesa di Sant'Apollinare in Baggio
La chiesa di Sant'Apollinare in Baggio è una chiesa parrocchiale di Milano, nel quartiere di Baggio.

## Storia
1942 - 1951 Carlo Chiesa 

1951 - 1974 Piero Greco 

1975 - 2000 Lodovico Cerri 

2000 - 2013 Vittorio Ventura 

2013 - 2023 Paolo Citranì
La parrocchia di Baggio venne istituita da Federico Borromeo nel 1628; come parrocchiale fungeva quella che è nota come "chiesa vecchia". Negli anni venti del XX secolo, a causa della crescita demografica della borgata di Baggio, venne deciso di costruire una nuova chiesa parrocchiale, che fu costruita tra il 1938 e il 1942 dall'Impresa di Costruzioni Antonio Bassanini su progetto dell'ingegnere architetto Egidio Aresi, e consacrata dall'arcivescovo cardinale Schuster.
Dagli anni sessanta vi si tiene, nel periodo natalizio, un "presepe biblico", cioè un presepe che narra anche gli altri eventi importanti della Bibbia, dalla creazione del mondo alla natività di Gesù, dalla fuga in Egitto alla diffusione del Vangelo da parte dei discepoli.
Nel 1970, a seguito della crescita demografica, parte della parrochhia venne distaccata per costituire la nuova parrocchia della chiesa di Sant'Anselmo da Baggio Vescovo.

## Descrizione
La chiesa è sopraelevata di circa due gradini rispetto al sagrato. La facciata, che è costituita da due piani separati, è a mattoni a vista ed è divisa in tre specchiature, che sono contornate da quattro paraste. Le specchiature laterali sono contraddistinte dalla presenza di due portali d'ingresso, che sono contornati da pietra, mentre la specchiatura centrale raggiunge quasi la sommità dell'edificio, ed è caratterizzata dalla presenza del portone d'ingresso principale. In questo modo si crea una cavità con sommità ad arco a tutto sesto e volta a botte che protegge i tre ingressi alla chiesa. La navata centrale e le navate laterali sono separate da sei colonne a sezione circolare che sono ricoperte da mosaici e che possiedono sulla loro sommità capitelli in stile bizantino. Il presbiterio è sopraelevato rispetto al pavimento della chiesa, mentre l'abside, che è rivestita da mosaici, contiene l'organo.

## Galleria d'immagini

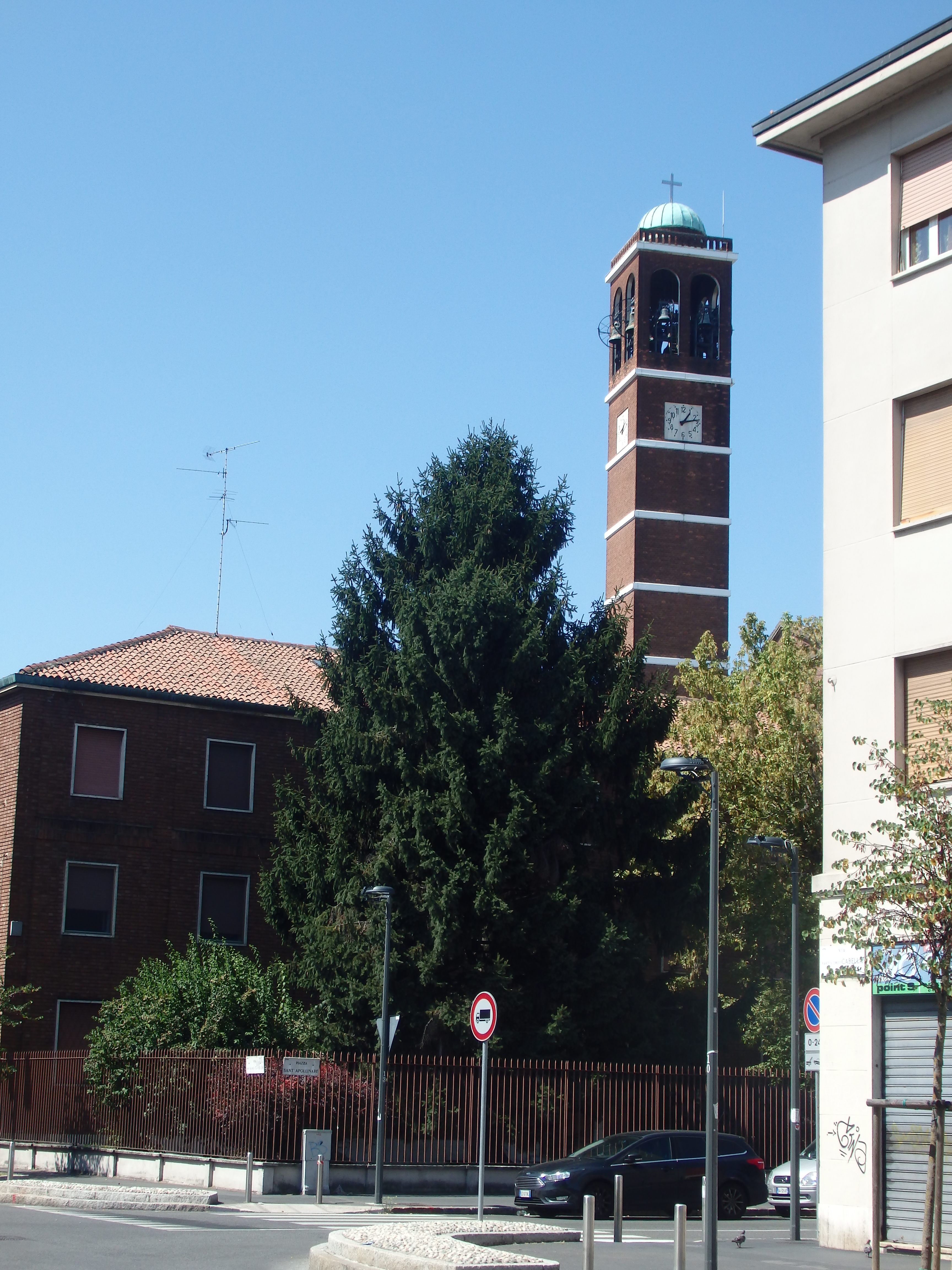
Il campanile
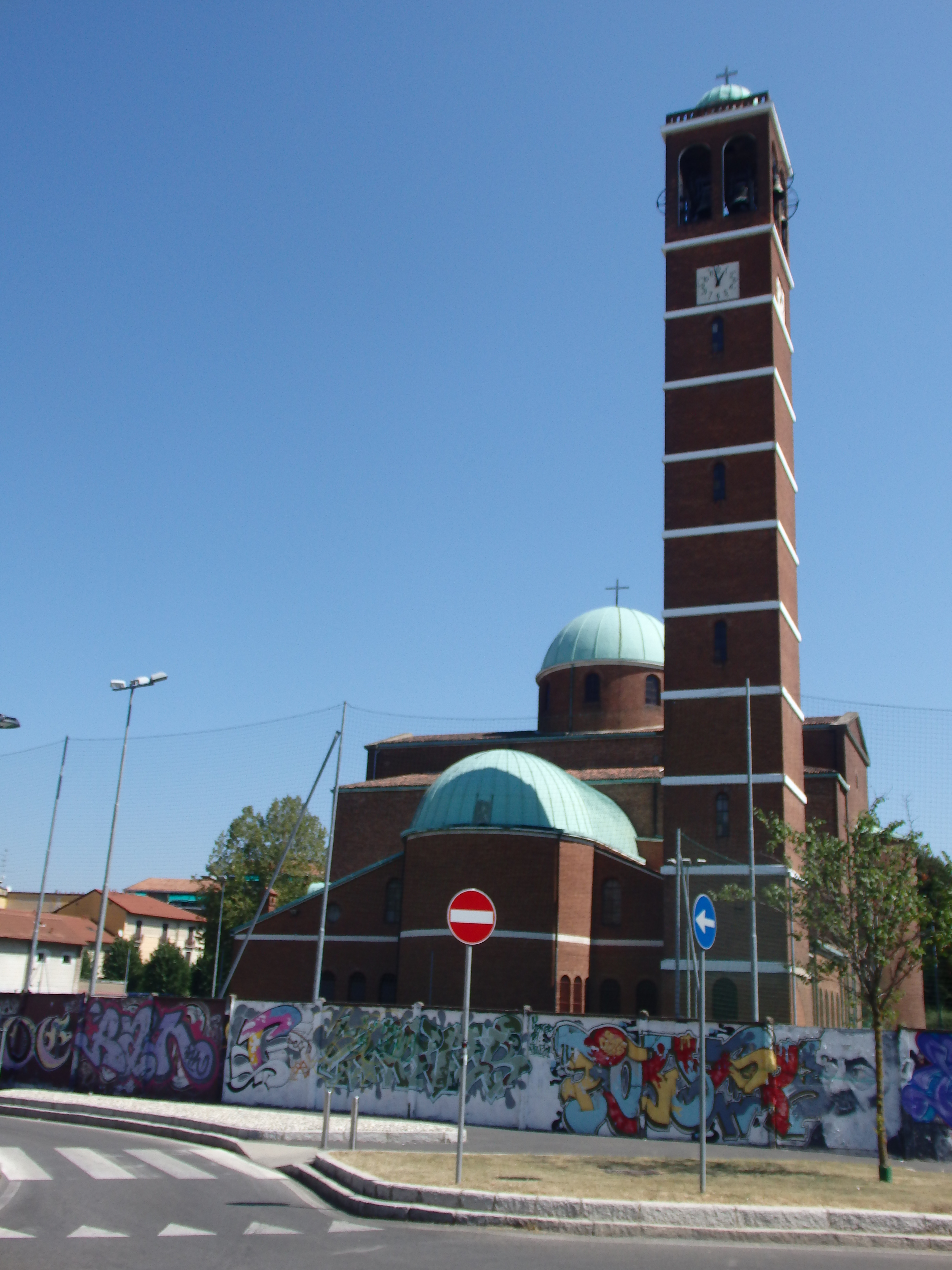
Il retro della Chiesa
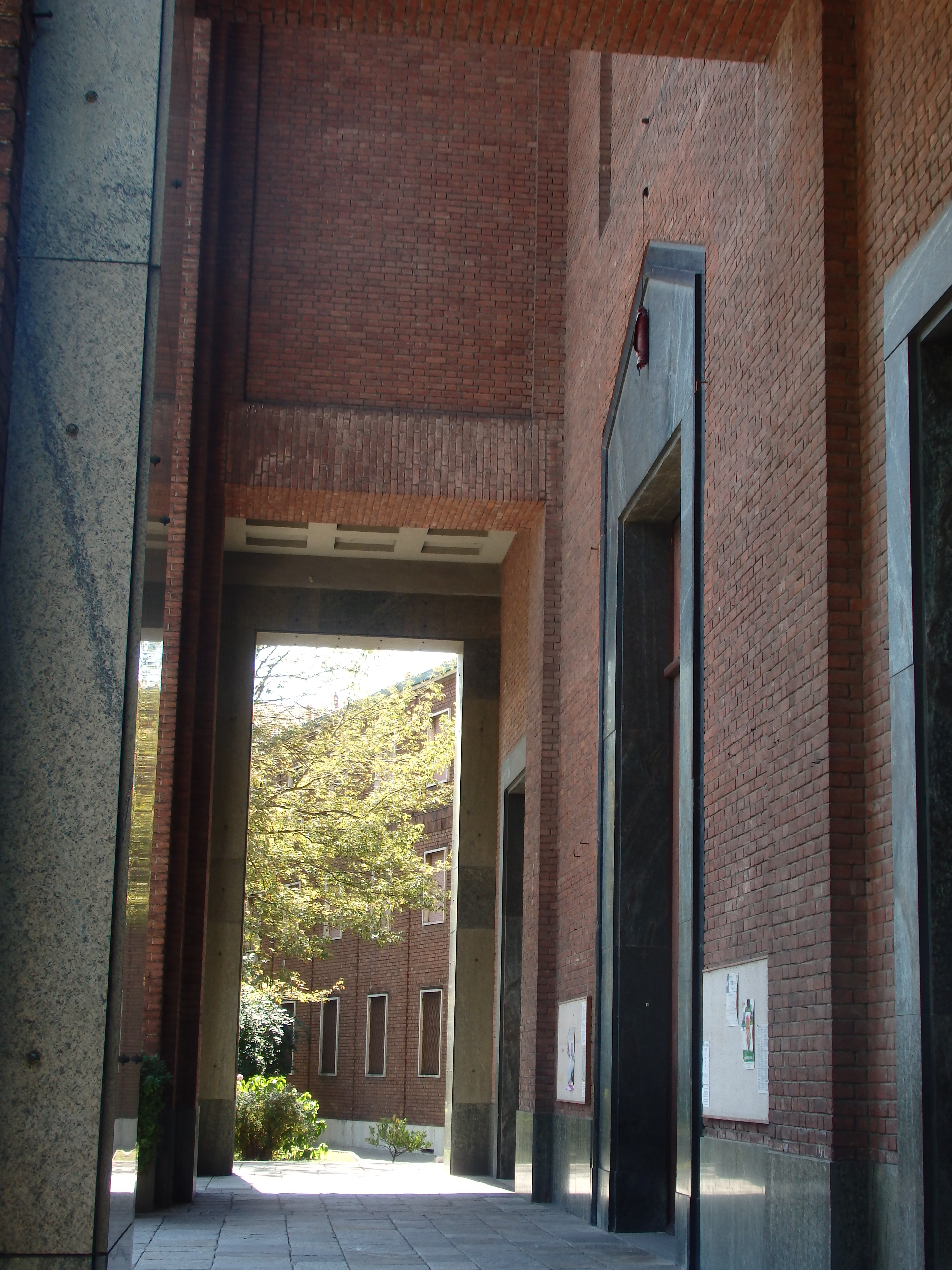
Il portico
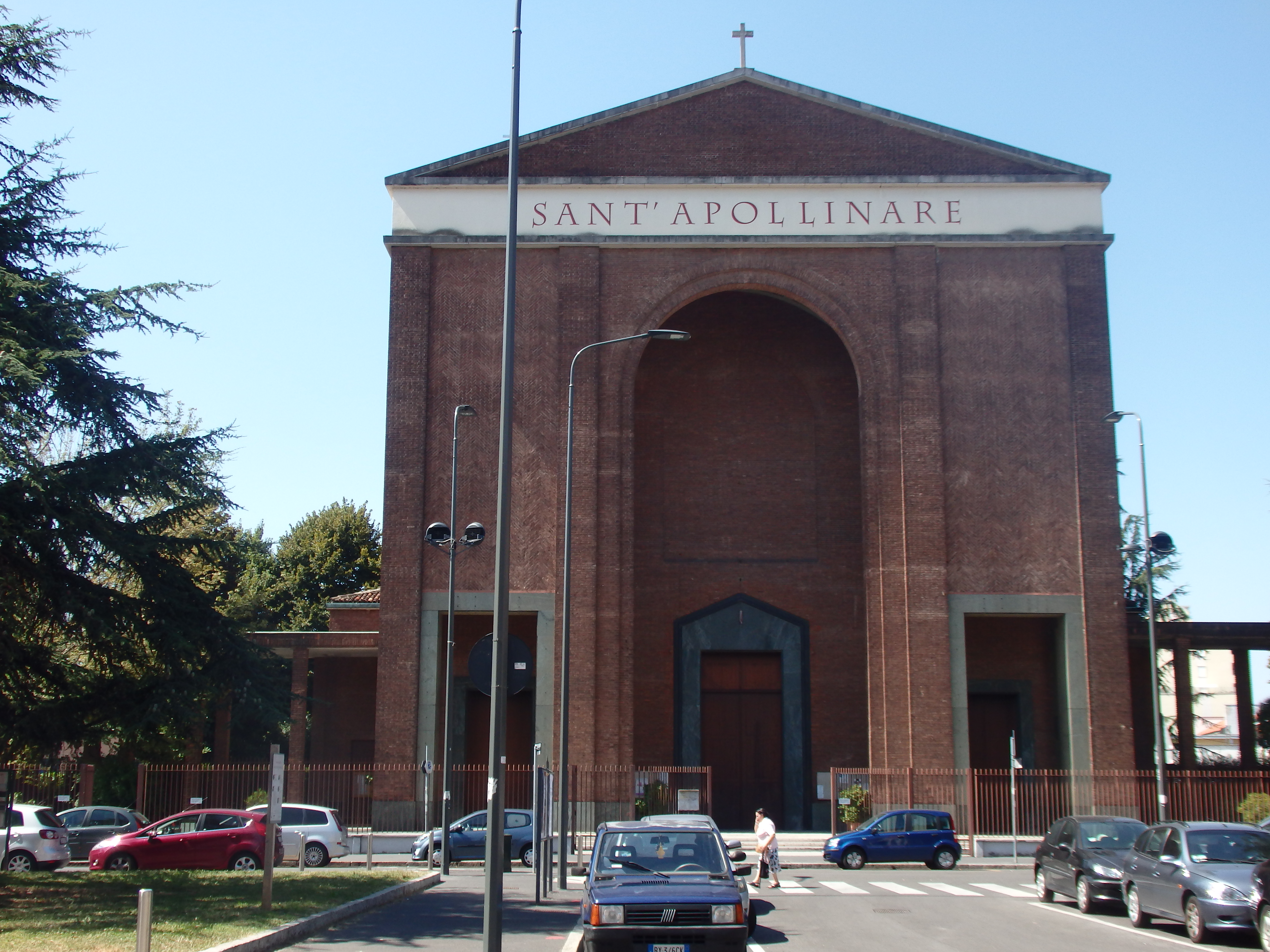
Vista dalla strada
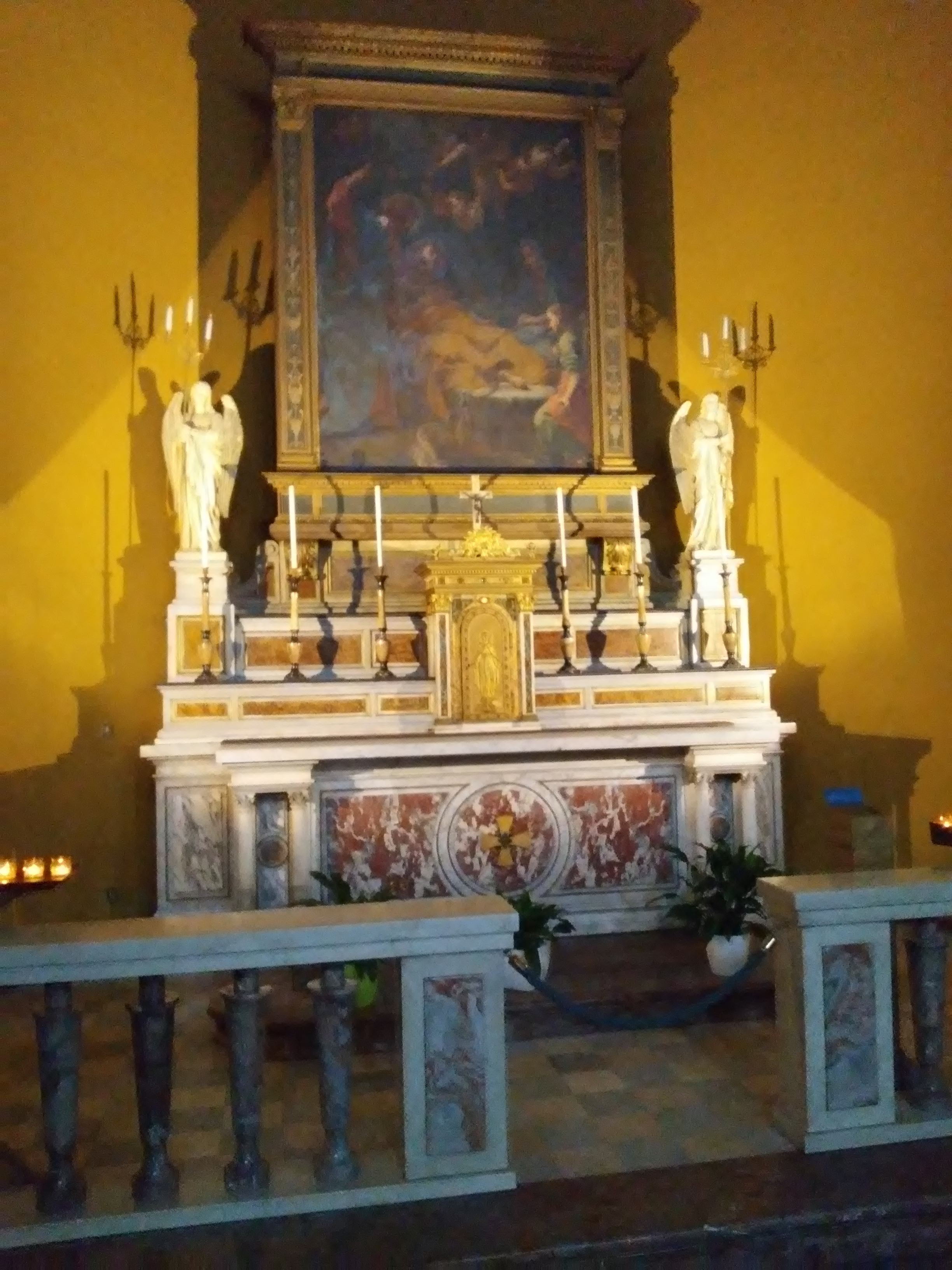
Altare laterale
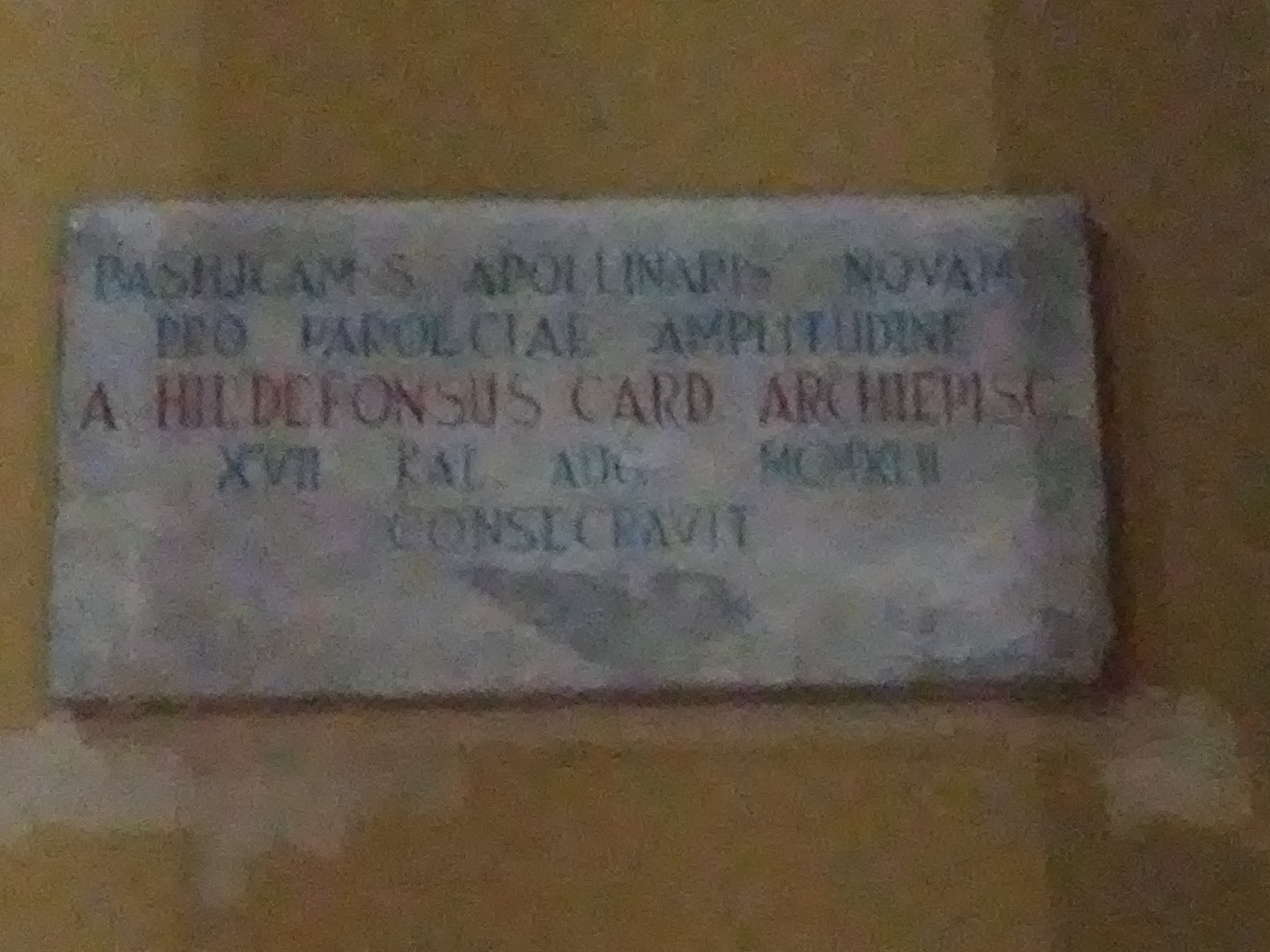
La targa della Chiesa
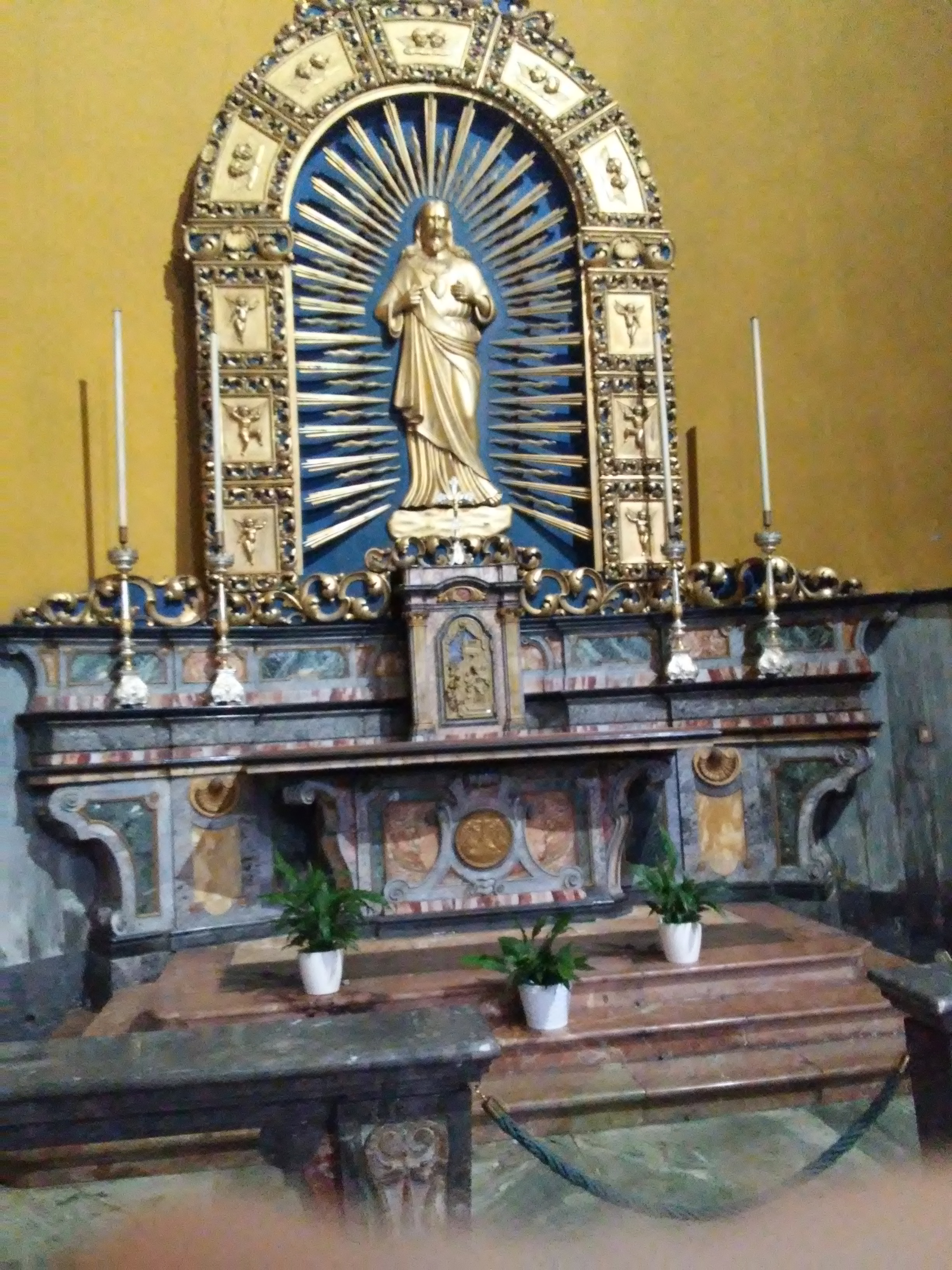
Altarino dedicato al Cristo
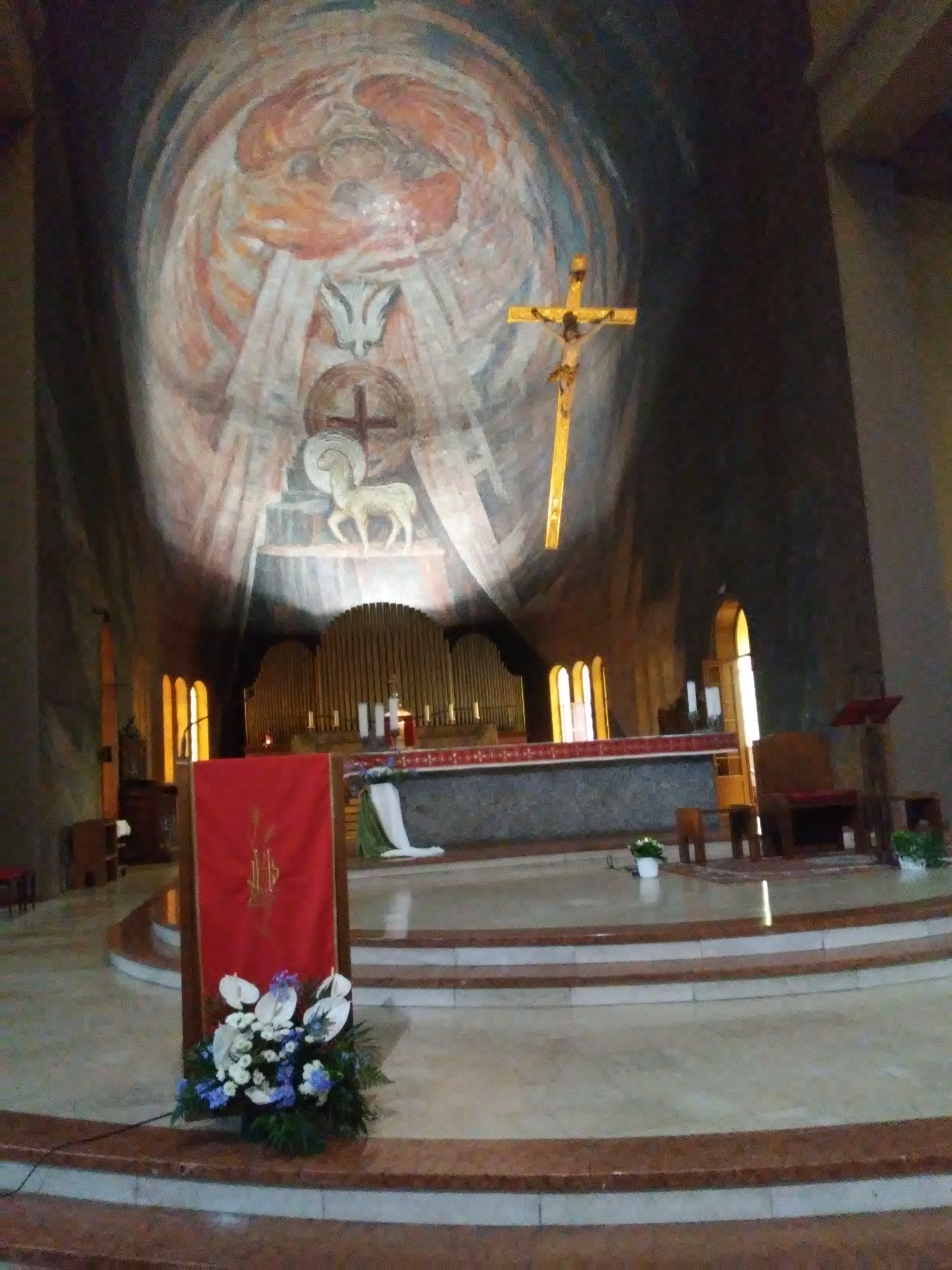
L'altare principale